# NGC 2824
NGC 2824 ist eine linsenförmige Galaxie vom Hubble-Typ S0? im Sternbild Krebs an der Ekliptik. Sie ist schätzungsweise 120 Millionen Lichtjahre von der Milchstraße entfernt und hat einen Durchmesser von etwa 30.000 Lj.
Im selben Himmelsareal befindet sich u. a. die Galaxie IC 2450.
Das Objekt wurde am 30. April 1864 von dem Astronomen Heinrich d’Arrest mit einem 28-cm-Teleskop entdeckt.